# Lymantria rubroviridis
Lymantria rubroviridis este o specie de molii din genul Lymantria, familia Lymantriidae, descrisă de Erich Martin Hering 1917 Conform Catalogue of Life specia Lymantria rubroviridis nu are subspecii cunoscute.